# Варендорф (район)
Варендорф (нем. Warendorf) — район в Германии. Центр района — город Варендорф. Район входит в землю Северный Рейн-Вестфалия. Подчинён административному округу Мюнстер. Занимает площадь 1318 км². Население — 278,7 тыс. чел. (2010). Плотность населения — 212 человек/км².
Официальный код района — 05 5 70.
Район подразделяется на 13 общин.

## Города и общины
1. Ален (53 578)
2. Варендорф (38 208)
3. Беккум (36 669)
4. Эльде (29 374)
5. Эннигерло (19 889)
6. Тельгте (19 108)
7. Дренштайнфурт (15 358)
8. Зассенберг (14 290)
9. Зенденхорст (13 282)
10. Вадерсло (12 624)
11. Остбеверн (10 586)
12. Эферсвинкель (9454)
13. Белен (6305)

(30 июня 2010)